# Сохніт
Сохніт (бірм. စောနှစ်; 1283 — 1325) — 13-й володар Паганського царства у 1297—1325 роках. З нього починаються  правителі Пагану, влада яких була тільки номінальною.

## Життєпис
Сохніт був сином Чавсви. Народився він 1283 року. 1297 року правителі М'їнсайну повалили його батька, поставивши царем Сохніта. Утім він не мав жодної влади. Тепер вже Паганське царство опинилося в залежності від держави М'їнсайн. 1299 року було страчено Чавсву та його сина-спадкоємця Теінгапаті.
1301 року до країни вдерлися юанські війська. Сохніт втік до м. М'їнсайн. На трон зійшов його зведений брат Кумаракассапа. Невдача монголів при облозі М'їнсайну змусила їх відступити. Внаслідок цього Сохніт відновився на троні в Пагані. Проте так само не мав жодного впливу, обмежившись власним палацом.
Помер Сохніт 1325 року. Номінальним правителем став його син Узана II.